# حذيفة بن أسيد الغفاري
حذيفة بن أسيد الغفاري صحابي كان ممن بايع النبي تحت الشجرة، وكان أيضًا من أهل الصفة.

## سيرته
هو حذيفة بن أسيد بن خالد بن الأغوز بن واقعة بن حرام بن غفار بن مليل، أبو سريحة الغفاري. يكنى أبا سريحة وَقِيلَ: ابْنُ عَمَّارِ بْنِ وَاقِعَةَ بْنِ حَرَامِ بْنِ غِفَارِ بْنِ مُلَيْلِ بْنِ ضَمْرَةَ بْنِ بَكْرِ بْنِ عَبْدِ مَنَاةَ بْنِ كِنَانَةَ بْنِ خُزَيْمَةَ بْنِ مُدْرِكَةَ بْنِ إِلْيَاسِ بْنِ مُضَرَ بْنِ نِزَارِ بْنِ مَعَدِّ بْنِ عَدْنَانَ وَكَانَ مِنْ أَصْحَابِ الشَّجَرَةِ، وَمِنْ أَهْلِ الصُّفَّةِ من أصحاب النبي. كان ممن بايع تحت الشجرة، ويعد في الكوفيين، ونزل الكوفة. توفي حذيفة بن أسيد أبو سريحة الغفاري بأرمينية سنة اثنتين وأربعين، صلى عَلَيْهِ زَيْدُ بْنُ أَرْقَمَ فَكَبَّرَ عَلَيْهِ أَرْبَعًا، وَقَالَ: «هَكَذَا رَأَيْتُ رَسُولَ اللهِ صَلَّى اللَّهُ عَلَيْهِ وَسَلَّمَ يُصَلِّي».
روى حديثًا عن النبي في أشراط الساعة فقَالَ: أَشْرَفَ عَلَيْنَا النَّبِيُّ صَلَّى اللَّهُ عَلَيْهِ وَسَلَّمَ وَنَحْنُ نَتَذَاكَرُ السَّاعَةَ، فَقَالَ رَسُولُ اللهِ صَلَّى اللَّهُ عَلَيْهِ وَسَلَّمَ: «إِنَّ السَّاعَةَ لَا تَقُومُ حَتَّى تَرَوْا قَبْلَهَا عَشْرَ آيَاتٍ، خَسْفًا بِالْمَشْرِقِ، وَخَسْفًا بِالْمَغْرِبِ، وَخَسْفًا بِجَزِيرَةِ الْعَرَبِ، وَخُرُوجَ يَأْجُوجَ وَمَأْجُوجَ، وَالدُّخَانَ، وَالدَّجَّالَ وَطُلُوعَ الشَّمْسِ مِنْ مَغْرِبِهَا، وَدَابَّةَ الْأَرْضِ، وَنَارًا تَخْرُجُ مِنْ قَعْرِ عَدَنَ تَحْشُرُ النَّاسَ تَبِيتُ مَعَهُمْ إِذَا بَاتُوا، وَتُمْسِي حَيْثُ أَمْسَوْا، وَنُزُولَ عِيسَى ابْنِ مَرْيَمَ، وَرِيحًا تَتْبَعُهُمْ تُلْقِيهِمْ فِي الْبَحْرِ» رَوَاهُ عَنْ فُرَاتٍ الْقَزَّازِ سُفْيَانُ الثَّوْرِيُّ، وَسُفْيَانُ بْنُ عُيَيْنَةَ، وَالْمَسْعُودِيُّ، وَأَبُو الْأَحْوَصِ، وَالْحَسَنُ بْنُ الْفُرَاتِ فِي آخَرِينَ. وَرَوَاهُ قَتَادَةُ، عَنْ أَبِي الطُّفَيْلِ. وَرَوَاهُ عَبْدُ اللهِ بْنُ زِيَادِ بْنِ سِمْعَانَ، عَنِ الزُّهْرِيِّ، عَنْ عُبَيْدِ اللهِ بْنِ عَبْدِ اللهِ بْنِ عُتْبَةَ، عَنْ حُذَيْفَةَ.